# تیشمینیتسا، استان لوبلین
تیشمینیتسا، استان لوبلین (به لاتین: Tyśmienica, Lublin Voivodeship) یک منطقهٔ مسکونی در لهستان است که در Gmina Parczew واقع شده‌است.

## خصوصیات
تیشمینیتسا ۶۸۰ نفر جمعیت دارد.